# Aeroportul Chiloquin State
Aeroportul Chiloquin State (IATA: CHZ, FAA LID: 2S7) este un aeroport din Oregon, Statele Unite ale Americii ce deservește zona Chiloquin⁠(d). A fost numit după zona deservită.
Situat la o altitudine de 1.285 m, aeroportul dispune de 1 pistă.

## Infrastructură

### Piste
Aeroportul dispune de o singură pistă. Pista 17/35 are suprafața de asfalt și dimensiunile 3.749 picioare × 60 picioare. 